# Sirhind Canal
Sirhind Canal är en kanal i Indien.   Den ligger i delstaten Punjab, i den norra delen av landet, 260 km norr om huvudstaden New Delhi.